# KSE-30
Der Karachi 30 Index (KSE 30) ist ein Aktienindex an der Karachi Stock Exchange, der die 30 größten pakistanischen Unternehmen abbildet. Der Index wurde Mitte 2006 aufgelegt.
Im Index sind vor allem pakistanische Wachstumsbranchen vertreten. Der expandierende Finanzsektor kommt auf einen Anteil von rund 50 Prozent – drei der vier größten Mitglieder sind Finanzunternehmen. Mit deutlichem Abstand folgt der Bereich Öl & Gas. Die Gewichtung erfolgt nach der Marktkapitalisierung des Free-Float und ist nach oben nicht begrenzt.